# Francesco Muscogiuri
Francesco Muscogiuri (Mesagne, 11 gennaio 1851 – Mesagne, 6 dicembre 1919) è stato uno scrittore italiano.
Nacque nel 1851 nell'allora città del Regno di Napoli Mesagne, oggi in provincia di Brindisi. Non riuscendo ad ottenere in tempo il diploma liceale perché rimandato in greco, nel 1871 partì per Napoli, intraprendendo l'attività di giornalista. Qui i suoi articoli furono notati da Francesco De Sanctis, che, convinto delle doti letterarie del giovane, lo chiamò a sé, sottoponendolo ad esami che, nel regolamento scolastico dell'epoca, consentivano l'ingresso agli studi universitari anche a coloro che non avevano ottenuto il diploma. Muscogiuri superò tali prove, e, una volta terminata l'Università, insegnò discipline letterarie presso varie scuole superiori napoletane e non, tra cui il Liceo Genovesi. A questo periodo napoletano risale gran parte della sua produzione letteraria, della quale rimane, oltre che una fitta corrispondenza epistolare, un rarissimo volume intitolato Su alcuni caratteri meno noti della Divina Commedia, dove si tratta di alcuni personaggi storici "minori" presenti nell'opera dantesca; un volume dal titolo Colloqui di una giornata di studi; un trattatello sulla tecnica poetica delle Odi barbare di Giosuè Carducci, un'opera dal titolo Il cenacolo, e il pamphlet dal titolo La leggenda dei Durazzo, un'appassionata difesa alla figura del re di Napoli Ladislao di Durazzo, a suo parere «Dimenticata e infangata dalla storia ufficiale».
Nell'ultimo periodo della sua vita Muscogiuri tornò a Mesagne, e qui morì, nell'anno 1919, lo stesso anno in cui morì la moglie, Rosina Ifigenia Profilo, che aveva sposato nel 1882: non avendo avuto figli pare lasciasse tutti i suoi averi in beneficenza.